# Slim Harpo
Slim Harpo (eigentlich James Isaac Moore; * 11. Januar 1924 in Lobdel, Louisiana; † 31. Januar 1970 in Baton Rouge, Louisiana) war ein US-amerikanischer Blues-Musiker und ein Virtuose auf der Mundharmonika. 

## Karriere
Als Waise musste Slim Harpo bereits früh hart arbeiten. Nach dem Krieg begann er, in den Clubs von Baton Rouge als „Harmonica Slim“ aufzutreten. Später begleitete er seinen Schwager Lightnin’ Slim sowohl im Studio als auch bei Auftritten.
1957 machte er erste eigene Aufnahmen. Seine Debüt-Single war ein Mix aus I’m A King Bee und I Got Love If You Want It. Beeinflusst von Jimmy Reed brachte Slim Harpo eine Reihe von Hits heraus, darunter Rainin’ In My Heart (1961), I Love The Life I Live, Buzzin’ (instrumental), Little Queen Bee (1964) und Baby Scratch My Back (1966). Slim Harpos Hits I’m A King Bee und Shake Your Hips (1966) wurden später auch von den Rolling Stones aufgenommen. Weitere Gruppen, die Titel von Slim Harpo aufnahmen, waren die Pretty Things, die Yardbirds und Them.
Slim Harpo war nie ein Vollzeit-Musiker. In den 1960er Jahren hatte er sein eigenes Transportunternehmen. Er starb 1970 an einem Herzinfarkt. Ende 1970 wurde sein Album Baby Scratch My Back  mit dem Prix Big Bill Broonzy ausgezeichnet. 1985 wurde er in die Blues Hall of Fame aufgenommen, im Jahr 2004 folgte das Album Raining in My Heart.

## Diskografie
Singles

| Jahr | Titel Album          | Höchstplatzierung, Gesamtwochen, AuszeichnungChartplatzierungen (Jahr, Titel, Album, Platzierungen, Wochen, Auszeichnungen, Anmerkungen) | Höchstplatzierung, Gesamtwochen, AuszeichnungChartplatzierungen (Jahr, Titel, Album, Platzierungen, Wochen, Auszeichnungen, Anmerkungen) | Anmerkungen |
| Jahr | Titel Album          | US | R&B | Anmerkungen |
| ---- | -------------------- | --- | --- | ----------- |
| 1961 | Rainin’ In My Heart  | US34 (8 Wo.)US | R&B17 (9 Wo.)R&B |             |
| 1966 | Baby Scratch My Back | US16 (13 Wo.)US | R&B1 (18 Wo.)R&B |             |
| 1967 | Tip On In Part 1     | — | R&B37 (4 Wo.)R&B |             |
| 1968 | Te-Ni-Nee-Ni-Nu      | — | R&B36 (5 Wo.)R&B |             |